# Comtat (province d'Alicante)
Pour les articles homonymes, voir Comtat.
El Comtat est une comarque de la province d'Alicante, dans la Communauté valencienne, en Espagne. Son chef-lieu est Cocentaina.

## Communes

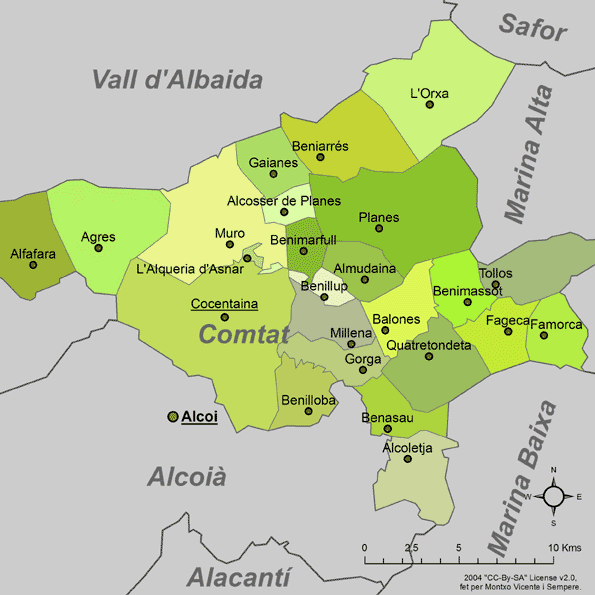
Communes de El Comtat

- Agres
- Alcocer de Planes
- Alcoleja
- Alfafara
- Almudaina
- L'Alqueria d'Asnar
- Balones
- Benasau
- Beniarrés
- Benilloba
- Benillup
- Benimarfull
- Benimassot
- Cocentaina
- Facheca
- Famorca
- Gaianes
- Gorga
- Millena
- Muro de Alcoy
- L'Orxa
- Planes
- Quatretondeta
- Tollos